# Фиджийская попугайная амадина
Фиджи́йская попуга́йная амади́на (лат. Erythrura pealii) — птица из семейства вьюрковых ткачиков (Estrildidae).

## Описание
Длина тела от 9 до 11,5 см. У обоих полов подбородок и шея чёрные. Тонкая чёрная полоса отделяет красный цвет по бокам головы от синей окраски остального оперения. Верх головы красный только до затылка. Затылок, спина, крылья и нижняя часть тела зелёные. Грудь синяя.
Окраска оперения молодых птиц очень изменчива. Их окраска может быть зелёного цвета, при этом щёки и горло сине-зелёного цвета. У некоторых молодых птиц имеются окаймлённые красным перья на лбу и по бокам головы.

## Распространение
Фиджийская попугайная амадина обитает на островах Фиджи: Кандаву, Вити-Леву, Вануа-Леву и Тавеуни. Она населяет на этих островах луга, плантации риса, сады, поляны и границы низменных дождевых лесов, а также горные леса. Она отсутствует в туманных лесах на высоте более 1 100 м над уровнем моря.
Птица питается семенами, при этом она использует большей частью растения, которые были завезены на Фиджи. Когда созревают пшено и рис, птицы часто объявляются на полях в большие стаи. При этом они часто объединяются со стаями рисовок, которые были завезены на Фиджи.

## Размножение
Период размножения длится с января по апрель. Гнездо шарообразное со входом снизу. Оно находится чаще на высоте от 3-х до 6-и м над землёй. В кладке от 3-х до 4-х белых яиц. Высиживание длится 13—14 дней, примерно 21 день птенцов выкармливают родители. Примерно через 10 дней после вылета из гнезда птенцы могут самостоятельно принимать корм и лущить семя.